# 塔区

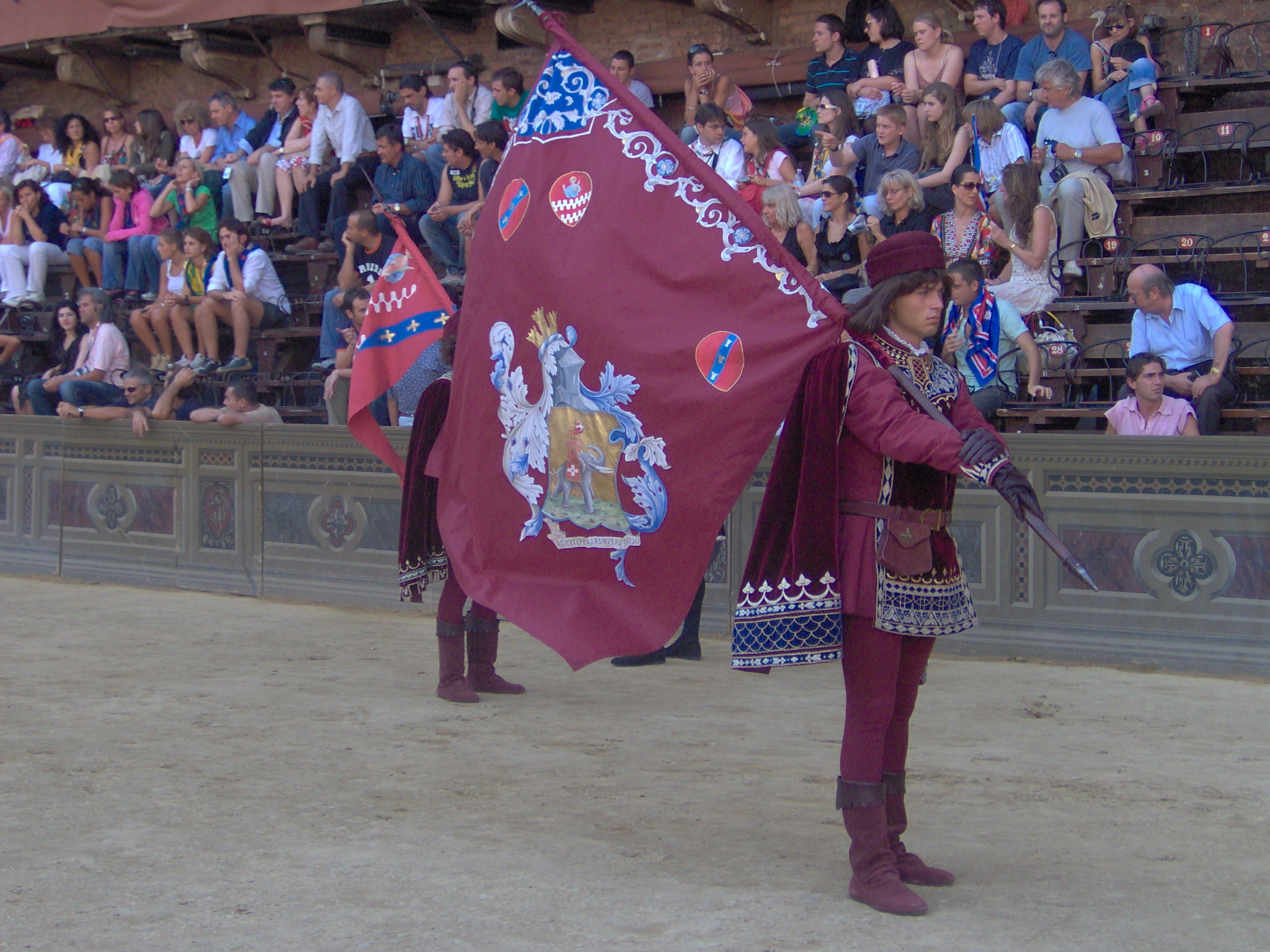
Il paggio maggiore della Torre

塔区（Contrada della Torre）是意大利锡耶纳的17个堂区之一。位于田野广场东南，该市的犹太区和犹太会堂位于该区。传统上，该区居民为woolcombers.
该区标志为一只大象，后面是一个塔。区旗为深红色。

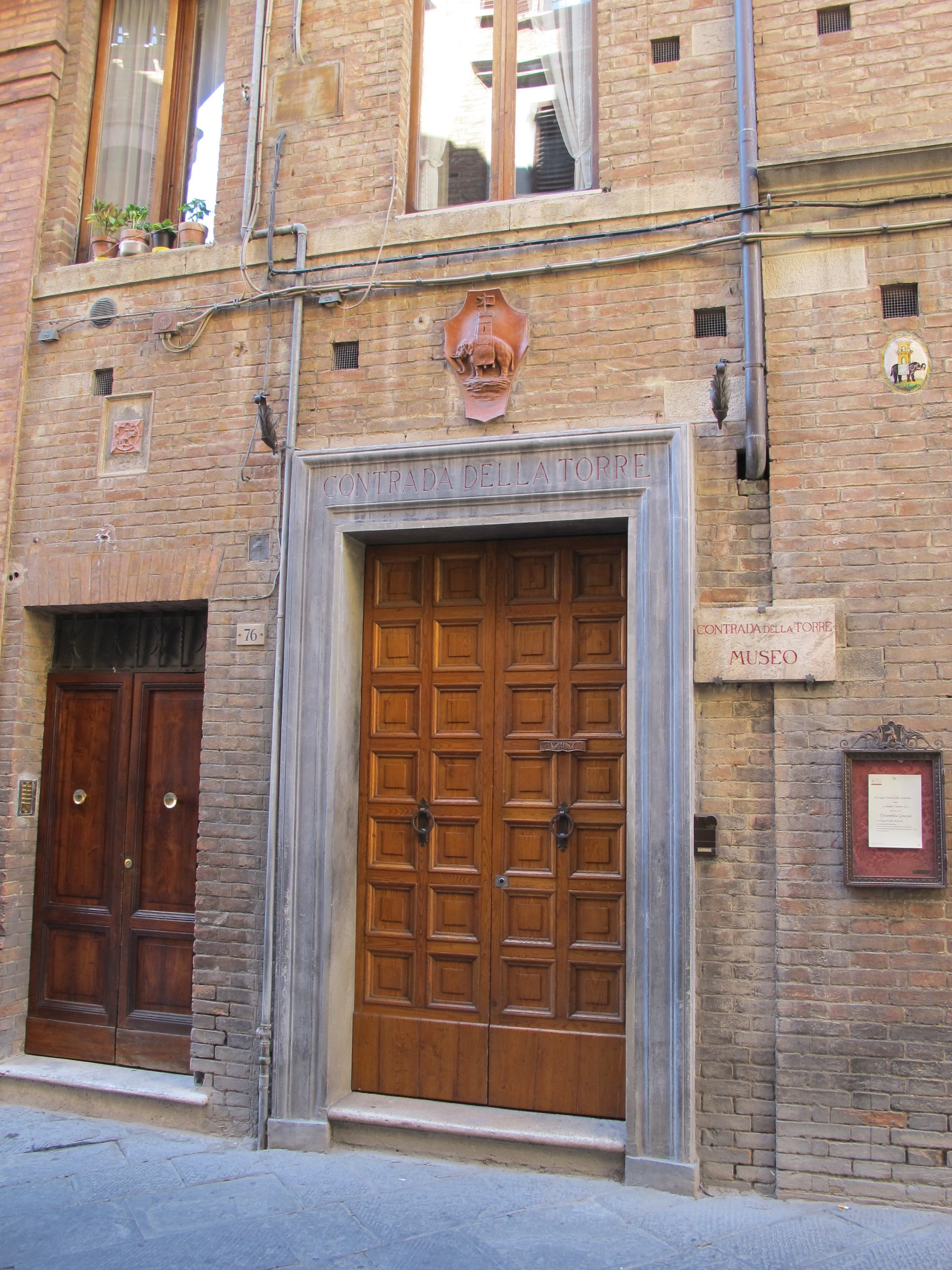
塔区博物馆

该区盟友为毛毛虫区。敌人是鹅区和波浪区。该区是锡耶纳仅有的有两个敌人的区。
该区的主保是圣雅各伯和圣亚纳，庆祝日是7月25日。该区本堂为圣雅各伯堂。
该区最后一次在锡耶纳赛马节中获胜是在2005年8月16日。历史上该区共获胜44次。